# Quintenic
Quintenic település Franciaországban, Côtes-d’Armor megyében. Lakosainak száma 364 fő (2022. január 1.). Quintenic Hénansal, Plédéliac, Saint-Denoual és Lamballe-Armor községekkel határos.

## Népesség
A település népességének változása:
| Lakosok száma | 249  | 222  | 263  | 297  | 348  | 366  | 367  | 362  | 360  | 364  |
|               | 1968 | 1982 | 1990 | 2006 | 2013 | 2015 | 2017 | 2019 | 2020 | 2022 |